# Конор Маклафлін
Конор Маклафлін (англ. Conor McLaughlin, US: [ˈlɔflɪn]; нар. 26 липня 1991, Белфаст) — північноірландський футболіст, захисник клубу «Флітвуд Таун».
Виступав, зокрема, за клуб «Престон Норт-Енд», а також національну збірну Північної Ірландії.

## Клубна кар'єра
Народився 26 липня 1991 року в місті Белфаст. Вихованець футбольної школи клубу «Престон Норт-Енд». Дорослу футбольну кар'єру розпочав 2010 року в основній команді того ж клубу, в якій провів два сезони, взявши участь у 24 матчах чемпіонату. 
Протягом 2012 року захищав кольори команди клубу «Шрусбері Таун».
До складу клубу «Флітвуд Таун» приєднався 2012 року. Відтоді встиг відіграти за команду з Флітвуда 109 матчів в національному чемпіонаті.

## Виступи за збірні
Взяв участь в одній грі за юнацьку збірну Північної Ірландії.
Протягом 2010–2012 років залучався до складу молодіжної збірної Північної Ірландії. На молодіжному рівні зіграв у 7 офіційних матчах.
У 2011 році дебютував в офіційних матчах у складі національної збірної Північної Ірландії. Наразі провів у формі головної команди країни 12 матчів.